# Salomone d'Ungheria
Salomone d'Ungheria (in ungherese Salamon; 1053 – Bulgaria, 1087) fu re d'Ungheria dal 1063 al 1074.
Primogenito di Andrea I, fu incoronato quando suo padre era ancora in vita nel 1057 o 1058. Tuttavia, fu costretto a fuggire dall'Ungheria dopo che suo zio, Béla I, detronizzò Andrea nel 1060. Affiancato dalle truppe tedesche, Salomone tornò e venne una seconda volta incoronato nel 1063. Durante quest'occasione sposò Giuditta, sorella di Enrico IV, imperatore del Sacro Romano Impero. L'anno successivo raggiunse un accordo con i suoi cugini, i tre figli di Béla I di nome Géza, Ladislao e Lamberto, i quali riconobbero la legittimità del governo di Salomone ricevendo in cambio un terzo del regno sotto forma di ducato semi-autonomo (Tercia pars regni).
Negli anni seguenti, Salomone e i suoi cugini combatterono insieme contro i Cechi, i Cumani e altri nemici del regno. Il rapporto di cooperazione si deteriorò all'inizio degli anni 1070 e Géza si ribellò contro di lui. Dopo la sconfitta riportata nella battaglia di Mogyoród il 14 marzo 1074, Salomone trascorse la maggior parte del suo regno in conflitto con i cugini Géza e Ladislao, essendo stato il suo dominio circoscritto soltanto a una piccola zona situata lungo le frontiere occidentali dell'Ungheria. Egli abdicò ufficialmente nel 1081, ma fu fatto prigioniero e accusato di aver cospirato contro il fratello e successore di Géza, Ladislao.
Salomone fu liberato durante il processo di canonizzazione del primo re d'Ungheria, Stefano I, nel 1083. Nel tentativo di riottenere per sé la corona, Salomone si alleò con i Peceneghi, ma re Ladislao sconfisse le truppe d'invasione che si erano spinte in territorio magiaro. Secondo una fonte quasi contemporanea, Salomone morì nel corso di una campagna di saccheggi nell'impero bizantino. Secondo delle leggende di epoca successiva, il vecchio sovrano sopravvisse e morì come eremita in una grotta a Pola, in Croazia.

## Biografia

### Primi anni

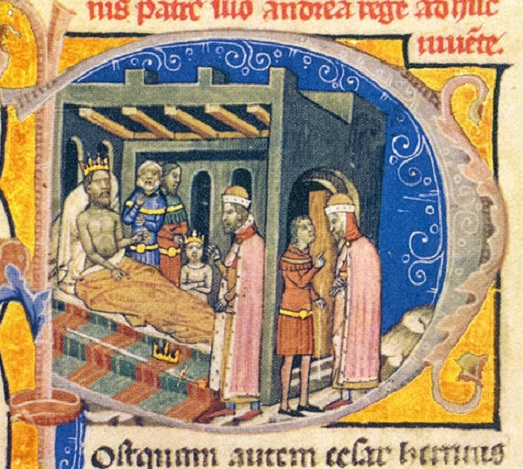
L'episodio di Tiszavárkony immortalato nella Chronica Picta: un paralizzato Andrea costringe suo fratello Béla a scegliere tra la corona e la spada

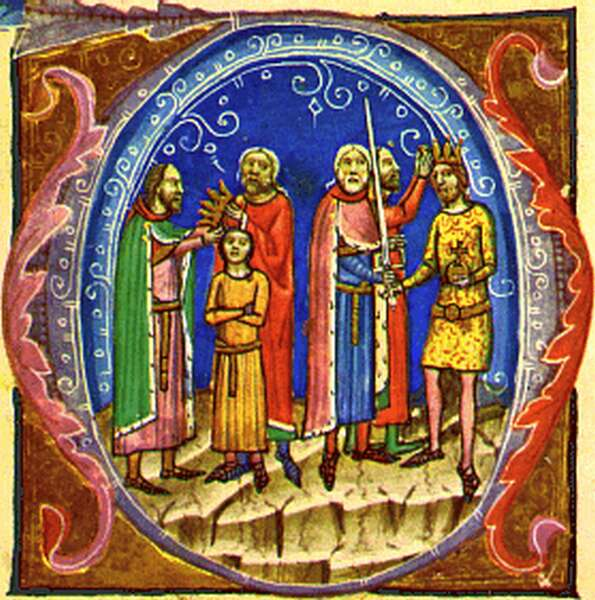
Béla viene incoronato re dopo che suo nipote Salomone viene privato della corona. Miniatura tratta dalla Chronica Picta

Salomone era figlio del re Andrea I d'Ungheria e di sua moglie, Anastasia di Kiev, sposatisi nel 1038. Nacque nel 1053 e fu il secondo figlio dei suoi genitori e il primo di sesso maschile.
Nel tentativo di assicurare la corona per suo figlio, il padre lo fece incoronare re nel 1057 o nel 1058, dopo aver concordato le nozze del giovane con Giuditta, sorella di Enrico IV di Franconia, re dei Romani. Un simile accordo era volto a porre un argine alle lotte che, per oltre un decennio, si erano protratte tra l'Ungheria e il Sacro Romano Impero. Tuttavia, l'incoronazione di Salomone suscitò le ire di suo zio Béla, che fino a quel momento vantava la maggiore pretesa al trono in virtù del principio di anzianità agnatizia applicato in Ungheria. Dal 1048 circa, Béla era stato posto a capo dell'amministrazione del cosiddetto ducato, che comprendeva un terzo del territorio dell'intero regno (Tercia pars regni).
Secondo la Chronica Picta, un'opera del XIV secolo:
(Chronica Picta)
Secondo la Chronica Picta, al fine di assicurare la successione di Salomone suo padre organizzò un incontro con il duca Béla nella fortezza reale di Tiszavárkony. In quel frangente, Andrea avrebbe concesso a suo fratello la possibilità di scegliere liberamente tra una corona e una spada, ovvero rispettivamente i simboli del regno e del ducatus. Béla, che era stato precedentemente informato dai suoi sostenitori che alla corte di Andrea sarebbe stato assassinato per ordine del re se avesse optato per la corona, indicò la spada.
Tuttavia, Béla, che in realtà non aveva intenzione di rinunciare alla sua pretesa di subentrare a suo fratello in favore di suo nipote, fuggì in Polonia e cercò assistenza militare rivolgendosi al duca Boleslao II (al potere dal 1058 al 1079). Forte del supporto di quest'ultimo, Béla tornò in Ungheria alla testa delle truppe polacche. Nella guerra civile che ne seguì, il padre di Salomone perse lo scontro decisivo e fu ferito a morte nella battaglia del passo di Theben. Salomone e sua madre fuggirono nel Sacro Romano Impero e si stabilirono a Melk, in Austria.
Béla fu incoronato re il 6 dicembre 1060, ma i consiglieri tedeschi del giovane monarca, che erano strenui sostenitori di Salomone (il fidanzato della sorella del loro monarca), rifiutarono di stipulare un trattato di pace con lui. Nell'estate del 1063, l'assemblea dei principi tedeschi decise di invadere l'Ungheria per ripristinare al potere Salomone. Lo zio di Salomone morì l'11 settembre, prima ancora dell'arrivo dell'esercito imperiale. I suoi tre figli, Géza, Ladislao e Lamberto, partirono subito alla volta della Polonia.

### Regno

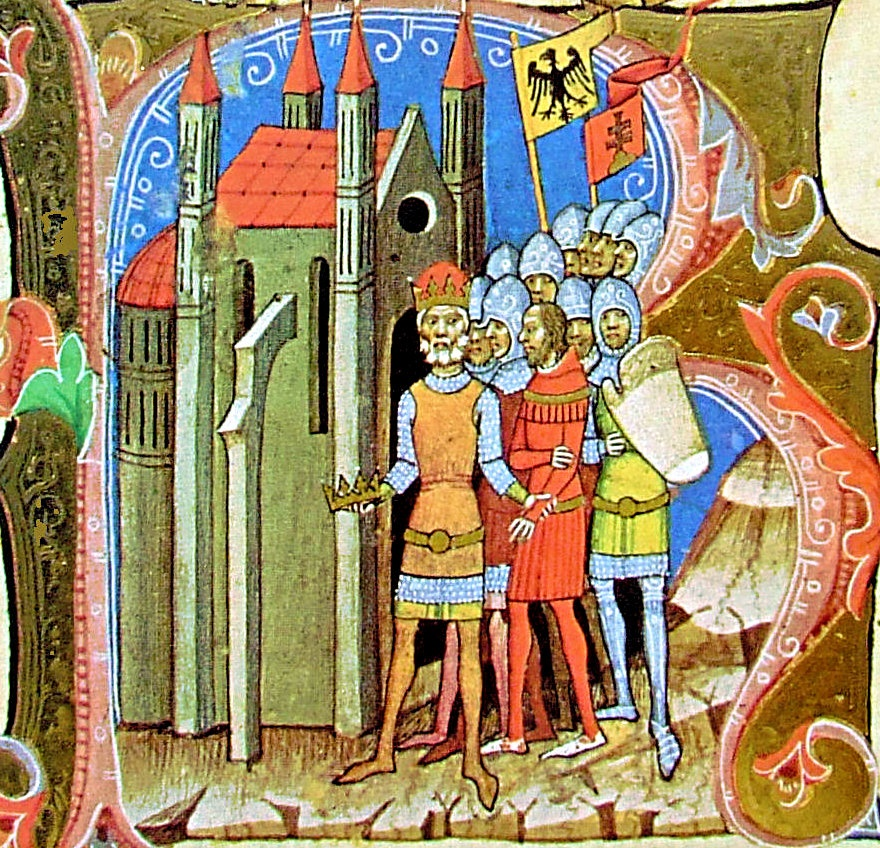
Salomone, assistito da Enrico IV di Franconia, fa ritorno in Ungheria. Miniatura tratta dalla Chronica Picta

Scortato di nuovo in Ungheria dalle truppe tedesche, Salomone fece il suo ingresso ad Albareale (Székesfehérvár) senza aver incontrato resistenza. In quell'occasione fu, secondo la Chronica Picta, cerimoniosamente «incoronato re con il consenso e l'acclamazione di tutta l'Ungheria» nel settembre 1063. La stessa fonte aggiunge che il monarca tedesco «fece accomodare» Salomone «sul trono di suo padre», ma non gli richiese di prestare giuramento di fedeltà. Anche il matrimonio di Salomone con la sorella di Enrico IV, Giuditta, la quale aveva sei anni in più del suo futuro marito, ebbe luogo in questa circostanza. Giuditta, al pari di sua suocera Anastasia, divenne una dei principali consiglieri del giovane marito.
I tre cugini di Salomone, ovvero Géza e i suoi fratelli, tornarono dopo che le truppe tedesche si erano ritirate dall'Ungheria. Questi giunsero con dei rinforzi polacchi e Salomone fu costretto a trovare rifugio nella fortezza di Moson, situata al confine occidentale del regno. Il clero magiaro decise di intervenire e cercò di trovare una mediazione tra le parti per scongiurare il rischio di una nuova guerra civile.
Alla fine, Salomone e i suoi cugini raggiunsero un accordo che andò firmato a Győr il 20 gennaio 1064. Géza e i suoi fratelli riconobbero Salomone come legittimo re, anche perché quest'ultimo aveva loro concesso il ducatus amministrato dal padre. In segno di riconciliazione, il duca Géza pose una corona sul capo di Salomone nella cattedrale di Pécs nella domenica di Pasqua. Tuttavia, le relazioni si fecero in alcuni casi tese; quando la cattedrale andò a fuoco la notte seguente, i due si accusarono inizialmente a vicenda per l'accaduto, ritenendolo un incendio doloso. L'episodio è descritto in siffatta maniera nella Chronica Picta:
(Chronica Picta)
Il re e i suoi cugini collaborarono in maniera assidua nel periodo tra il 1064 e il 1071. Sia Salomone che Géza furono, nel 1065 o nel 1066, presenti alla consacrazione dell'Abbazia benedettina di Zselicszentjakab (nei dintorni di Kaposvár), fondata dal palatino Ottone della famiglia Győr, un sostenitore del re. Gli alleati invasero la Boemia nell'ambito di una campagna terminata con una vittoria dopo che i Cechi avevano saccheggiato la regione di Trencsén (l'attuale Trenčín, in Slovacchia) nel 1067. Durante l'anno successivo, delle tribù nomadi irruppero in Transilvania e imperversarono nella regione, ma Salomone e i suoi cugini li sbaragliarono a Kerlés (oggi Chiraleş, in Romania). Chi fossero realmente gli invasori resta incerto: gli Annales Posonienses e Simone di Kéza raccontano di combattenti peceneghi, mentre le cronache ungheresi del XIV secolo parlano di cumani e una cronaca russa parla sia di cumani sia di valacchi.

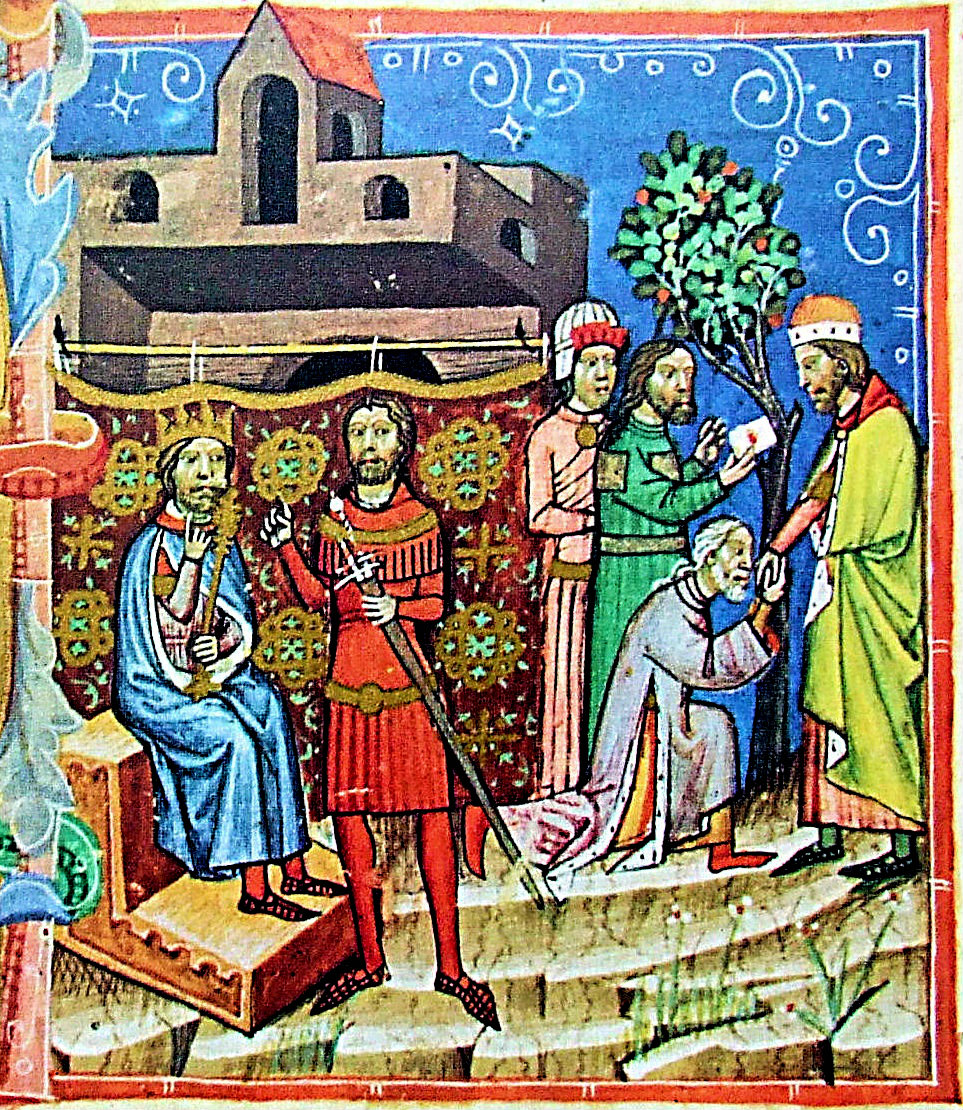
Il conte Vid aizza Salomone contro il duca Géza, intento a ricevere sullo sfondo gli ambasciatori bizantini. Miniatura tratta dalla Chronica Picta

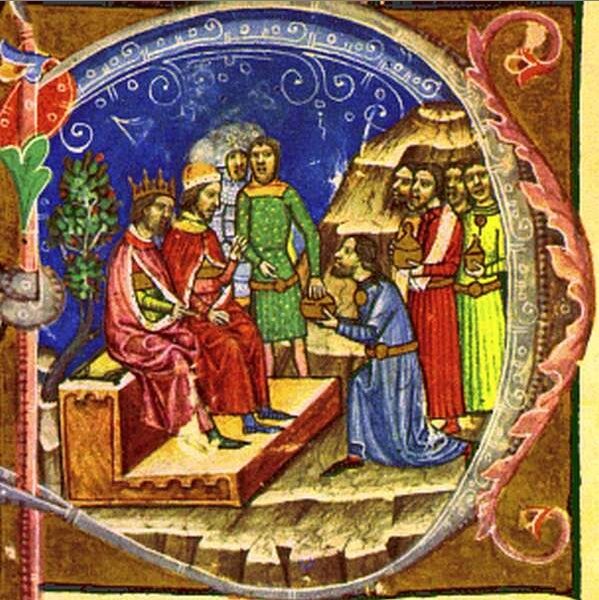
Salomone e Géza ricevono doni dalla gente del posto a Niš. Miniatura tratta dalla Chronica Picta

Le truppe peceneghe saccheggiarono Sirmia (oggi in Serbia) nel 1071. Il re e il duca sospettarono che i soldati della guarnigione bizantina a Belgrado avessero aizzato i razziatori contro l'Ungheria, ragion per cui decisero di attaccare la fortezza. Le armate magiare attraversarono il fiume Sava, malgrado i romei «soffia[ssero] fuochi solforosi per mezzo di macchine» contro le loro barche. Gli ungheresi espugnarono l'odierna capitale serba a seguito di un assedio durato tre mesi. Tuttavia, si verificarono degli screzi quando il comandante bizantino, Niceta, cedette la fortezza al duca Géza anziché al re; secondo la Chronica Picta, ciò avvenne perché egli sapeva che Salomone «era un uomo duro e che per ogni cosa dava ascolto ai vili consigli del conte Vid, un uomo detestabile agli occhi di Dio e degli uomini».
La divisione del bottino di guerra innescò un nuovo conflitto tra Salomone e suo cugino, in quanto il re concesse soltanto un quarto delle ricchezze al duca, che ne rivendicava la metà. In seguito, il duca negoziò con gli ambasciatori dell'imperatore bizantino e liberò tutti i prigionieri romei senza il consenso del sovrano. Le già evidenti increspature nei rapporti bilaterali si acuirono ulteriormente per via del conte Vid; stando alla Chronica Picta, questo nobile consigliere del re tendeva ad alimentare le tensioni tra il giovane monarca e i cugini per fini personali, affermando che, così come «due spade affilate non possono essere tenute nello stesso fodero», allo stesso modo il re e il duca «non possono regnare assieme nello stesso regno».
I bizantini si reimpossessarono di Belgrado l'anno successivo, evento che spinse Salomone a decidere di invadere l'impero bizantino e a ordinare ai suoi cugini di accompagnarlo. Soltanto Géza si unì al re, mentre suo fratello Ladislao rimase con metà delle sue truppe nella regione del Nyírség. Salomone e Géza percorsero assieme la valle del fiume Grande Morava fino all'altezza di Niš. Lì la gente del posto offrì loro dei «ricchi doni d'oro e d'argento e dei preziosi mantelli», con Salomone che ricevette anche il prezioso braccio di San Procopio di Scitopoli. A sua volta, egli donò la reliquia al monastero ortodosso di Sirmio (l'odierna Sremska Mitrovica, in Serbia).
Dopo il loro ritorno dalla campagna, sia Salomone che Géza iniziarono ad allestire dei preparativi per l'inevitabile conflitto che si profilava all'orizzonte e cominciarono a cercare supporto all'estero. I due conclusero una tregua, che sarebbe rimasta in vigore «dalla festa di San Martino fino a quella di San Giorgio», dall'11 novembre 1073 al 24 aprile 1074. Tuttavia, Salomone scelse di attaccare suo cugino non appena le truppe teutoniche inviate da suo cognato arrivarono in Ungheria. L'esercito reale attraversò il fiume Tibisco e sconfisse le truppe di Géza a Kemej il 26 febbraio 1074, anche per via del fatto che tra le file di quest'ultimo molti nobili avevano scelto di abbandonarlo.
Poco dopo, un esercito molto numeroso arrivò in Ungheria sotto la guida del cognato di Géza, il duca Ottone I di Olomouc. Nella battaglia decisiva che ne seguì, la quale fu combattuta a Mogyoród il 14 marzo 1074, Salomone fu sconfitto e costretto a fuggire dal campo degli scontri.

### Abdicazione

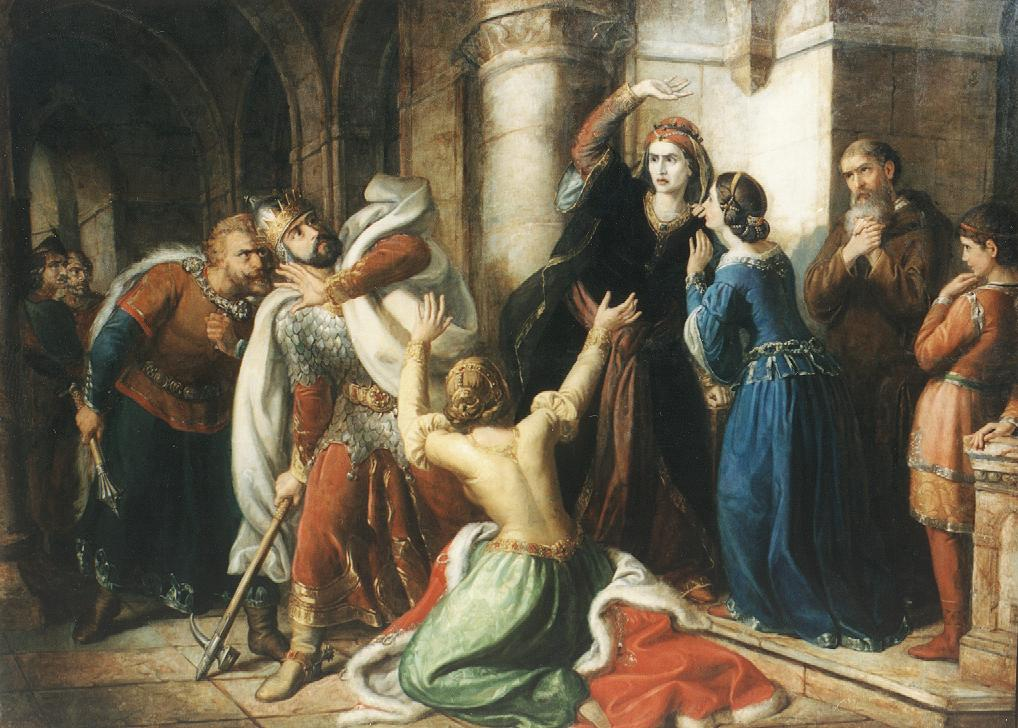
Re Salomone viene maledetto da sua madre, olio su tela di Soma Orlai Petrich

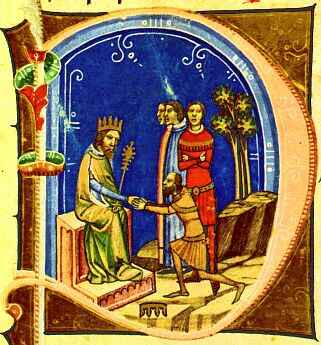
Salomone chiede aiuto a Enrico IV di Franconia. Miniatura tratta dalla Chronica Picta

Dopo la battaglia di Mogyoród, i soldati del duca Géza inseguirono Salomone e i suoi uomini «dall'alba al tramonto», ma questi riuscirono a trovare rifugio a Moson, dove sua madre e sua moglie avevano soggiornato. Secondo la Chronica Picta, la regina madre incolpò suo figlio per la sconfitta, evento che suscitò le ire di Salomone a tal punto da fargli desiderare di «colpire in faccia sua madre», la quale però riuscì a trattenerlo afferrandogli la mano.
La situazione peggiorò in maniera irreversibile per Salomone, poiché questi conservò il solo possesso di Moson e della vicina Presburgo (Bratislava, Slovacchia). Altre regioni del regno accettarono l'autorità di Géza, che era stato proclamato re dopo la sua vittoria.
Salomone spedì i suoi emissari da Enrico IV e gli promise «sei delle più robuste città fortificate dell'Ungheria» se suo cognato lo avesse aiutato a deporre Géza. Si dichiarò inoltre persino pronto ad accettare la sovranità del monarca tedesco sulla sua. Allettato da tale offerta, Enrico IV invase l'Ungheria in agosto. La sua marcia giunse fino a Vác, ma presto l'imperatore si ritirò dal territorio magiaro senza aver sconfitto Géza. Malgrado ciò, l'invasione tedesca consolidò il dominio di Salomone nell'area situata a cavallo delle sue due fortezze, da dove continuò ad esercitare tutte le prerogative reali, compresa l'emissione di monete. Sua madre e sua moglie si congedarono con lui e partirono alla volta della Germania scortate da Enrico IV. Secondo il Chronicon di Bertoldo di Reichenau:
(Chronicon di Bertoldo di Reichenau)
Desideroso di trovare nuovi alleati, Salomone tentò di convincere papa Gregorio VII nella sua disputa contro Géza. Tuttavia, il pontefice lo rimproverò per aver considerato l'idea di rendere il suo regno «un feudo dal re dei Tedeschi» e si dimostrò freddo sulla richiesta di assistenza. Successivamente fu il sostegno di Enrico IV che permise a Salomone di resistere a tutti i tentativi di Géza di espugnare Moson e Presburgo. Il monarca tedesco spedì persino uno dei suoi principali oppositori, il vescovo Burcardo II di Halberstadt, in esilio alla corte di Salomone nel giugno 1076. La moglie di Salomone, la regina Giuditta, che stava per tornare dal marito, si impegnò a portare il vescovo imprigionato in Ungheria, ma il prelato riuscì a fuggire.
Géza decise di avviare nuovi negoziati con Salomone, ma quando morì il 25 aprile 1077 i suoi sostenitori proclamarono re il fratello del defunto, Ladislao. Il nuovo monarca occupò Moson nel 1079, costringendo Salomone a doversi accontentarsi del solo possesso di Presburgo. Nel 1080 o 1081, i due cugini stipularono un trattato, ai sensi del quale Salomone riconosceva Ladislao come legittimo sovrano in cambio di «concessioni sufficienti a soddisfare le esigenze economiche di un re».

### Ultimi anni
Salomone non rinunciò alle sue ambizioni nemmeno dopo la sua formale abdicazione; arrestato per aver complottato contro suo cugino, fu tenuto prigioniero a Visegrád. Poté però beneficare di una grazia che gli fu concessa «in occasione della canonizzazione di re Santo Stefano e del beato Emerico confessore» intorno al 17 agosto 1083. Secondo la Leggenda del re Santo Stefano realizzata dal vescovo magiaro Artvico, re Ladislao ordinò la liberazione di Salomone poiché sarebbe stato irrispettoso aprire la tomba del santo re mentre un vecchio sovrano, sia pur decaduto, era confinato in catene.
Dopo essere stato liberato, stando a quanto riferito dal quasi coevo Bernoldo di Costanza, Salomone decise di recarsi da sua moglie, nel frattempo spostatasi a Ratisbona, «malgrado essa non lo attendesse a braccia aperte». Avendo invano tentato di ricongiungersi con la moglie, poiché essa aveva rifiutato di riceverlo, dopo un lungo peregrinare il magiaro trovò rifugio presso i «Cumani» (in realtà, secondo gli storici Gyula Kristó e Pál Engel, tra i Peceneghi) che abitavano nelle regioni a est dei Carpazi e a nord del Basso Danubio. Salomone promise a uno dei loro capi, tale Kutesk, che «gli avrebbe concesso il diritto di governare sulla provincia della Transilvania e che avrebbe preso sua figlia come moglie» se questi lo avesse aiutato con i suoi guerrieri a riconquistare il trono. Convinto da tale proposta, il capo dei nomadi decise di concedergli il sostegno tanto bramato e assieme invasero le regioni lungo l'Alto Tibisco «con una grande moltitudine» di combattenti «cumani»; tuttavia, il re Ladislao riuscì a surclassarli e li scacciò dall'Ungheria.
Al comando di «un nutrito contingente di Daci» (ungheresi), Salomone si unì a un enorme esercito di Cumani e Peceneghi che invase l'impero bizantino nel 1087. I romei sconfissero gli invasori ingaggiando battaglia sulle montagne della Bulgaria. È probabile che Salomone morì sul campo di battaglia, in quanto Bernoldo di Costanza narra che «perì mostrando coraggio dopo aver trafitto numerosi nemici ed essersi cimentato in un'impresa contro le forze del re dei Greci» nel 1087.
I resoconti forniti da fonti di epoca successiva dimostrano che Salomone divenne il protagonista di varie leggende popolari. Ad esempio, la Chronica Picta scrive che, a seguito della battaglia, Salomone «si pentì dei suoi peccati così tanto da sfiorare il limite che la comprensione umana può raggiungere», trascorrendo gli ultimi anni della sua vita «in pellegrinaggio e preghiera, in digiuni e veglie, lontano dall'ozio e accettando delle privazioni». Secondo le cronache magiare, Salomone morì in una grotta a Pola, in Istria, dove fu venerato come santo; tuttavia, egli non fu mai canonizzato ufficialmente. Le presunte spoglie mortali sono attualmente conservate in un museo locale. Simone di Kéza riferisce nelle sue Gesta Hunnorum et Hungarorum:
(Gesta Hunnorum et Hungarorum)

## Discendenza
La moglie di Salomone, Giuditta, nata nel 1048, era la terza figlia di Enrico III il Nero e della sua seconda moglie, Agnese di Poitou. Il loro matrimonio ebbe luogo ad Albareale nel giugno 1063, ma la coppia non ebbe figli. Per impiegare un termine moderno, i due "si separarono" per la prima volta intorno al 1075. A tal proposito, Bernoldo di Costanza afferma che né Salomone né sua moglie avevano «rispettato il contratto di matrimonio: al contrario, non avevano avuto paura, contravvenendo ai dettami dell'apostolo, di rifiutarsi l'un l'altro» (il riferimento è al passaggio 7.5 della Prima lettera ai Corinzi). Dopo essere stata informata della morte di Salomone, Giuditta sposò il duca Ladislao I Herman di Polonia nel 1088. In contrasto con ogni fonte contemporanea, l'opera di Simone di Kéza della fine del XIII secolo riferisce che Giuditta «respinse tutti gli spasimanti» dopo la morte del marito, sebbene «molti principi in Germania le cercassero la mano». Un filone minoritario ritiene che la coppia in esame avesse avuto una figlia, Sofia, che in seguito sposò il conte Poppo di Berg-Schelklingen.
Il seguente albero genealogico presenta gli antenati di Salomone e alcuni dei suoi parenti menzionati nell'articolo.
|            |            |            |            |            |            |  |  |  |  |                  |                  |                  |                  |                  |                  |  |  |           |           |           |           |           |           |  |  |  |  | una donna del clan di Tátony | una donna del clan di Tátony | una donna del clan di Tátony | una donna del clan di Tátony | una donna del clan di Tátony | una donna del clan di Tátony |  |  |                          |        | Vazul  | Vazul  | Vazul  | Vazul  | Vazul  | Vazul  |            |            |            |            |            |            |  |  |          |          |          |          |          |          |
|            |            |            |            |            |            |  |  |  |  |                  |                  |                  |                  |                  |                  |  |  |           |           |           |           |           |           |  |  |  |  | una donna del clan di Tátony | una donna del clan di Tátony | una donna del clan di Tátony | una donna del clan di Tátony | una donna del clan di Tátony | una donna del clan di Tátony |  |  |                          |        | Vazul  | Vazul  | Vazul  | Vazul  | Vazul  | Vazul  |            |            |            |            |            |            |  |  |          |          |          |          |          |          |
|            |            |            |            |            |            |  |  |  |  |                  |                  |                  |                  |                  |                  |  |  |           |           |           |           |           |           |  |  |  |  |                              |                              |                              |                              |                              |                              |  |  |                          |        |        |        |        |        |        |        |            |            |            |            |            |            |  |  |          |          |          |          |          |          |
|            |            |            |            |            |            |  |  |  |  |                  |                  |                  |                  |                  |                  |  |  |           |           |           |           |           |           |  |  |  |  |                              |                              |                              |                              |                              |                              |  |  |                          |        |        |        |        |        |        |        |            |            |            |            |            |            |  |  |          |          |          |          |          |          |
| Enrico III | Enrico III | Enrico III | Enrico III | Enrico III | Enrico III |  |  |  |  | Agnese di Poitou | Agnese di Poitou | Agnese di Poitou | Agnese di Poitou | Agnese di Poitou | Agnese di Poitou |  |  | Anastasia | Anastasia | Anastasia | Anastasia | Anastasia | Anastasia |  |  |  |  | Andrea I                     | Andrea I                     | Andrea I                     | Andrea I                     | Andrea I                     | Andrea I                     |  |  |                          |        |        |        | Béla I | Béla I | Béla I | Béla I | Béla I     | Béla I     |            |            |            |            |  |  |          |          |          |          |          |          |
| Enrico III | Enrico III | Enrico III | Enrico III | Enrico III | Enrico III |  |  |  |  | Agnese di Poitou | Agnese di Poitou | Agnese di Poitou | Agnese di Poitou | Agnese di Poitou | Agnese di Poitou |  |  | Anastasia | Anastasia | Anastasia | Anastasia | Anastasia | Anastasia |  |  |  |  | Andrea I                     | Andrea I                     | Andrea I                     | Andrea I                     | Andrea I                     | Andrea I                     |  |  |                          |        |        |        | Béla I | Béla I | Béla I | Béla I | Béla I     | Béla I     |            |            |            |            |  |  |          |          |          |          |          |          |
|            |            |            |            |            |            |  |  |  |  |                  |                  |                  |                  |                  |                  |  |  |           |           |           |           |           |           |  |  |  |  |                              |                              |                              |                              |                              |                              |  |  |                          |        |        |        |        |        |        |        |            |            |            |            |            |            |  |  |          |          |          |          |          |          |
|            |            |            |            |            |            |  |  |  |  |                  |                  |                  |                  |                  |                  |  |  |           |           |           |           |           |           |  |  |  |  |                              |                              |                              |                              |                              |                              |  |  |                          |        |        |        |        |        |        |        |            |            |            |            |            |            |  |  |          |          |          |          |          |          |
| Enrico IV  | Enrico IV  | Enrico IV  | Enrico IV  | Enrico IV  | Enrico IV  |  |  |  |  | Giuditta         | Giuditta         | Giuditta         | Giuditta         | Giuditta         | Giuditta         |  |  | Salomone  | Salomone  | Salomone  | Salomone  | Salomone  | Salomone  |  |  |  |  | 2 figli                      | 2 figli                      | 2 figli                      | 2 figli                      | 2 figli                      | 2 figli                      |  |  | Géza I                   | Géza I | Géza I | Géza I | Géza I | Géza I |        |        | Ladislao I | Ladislao I | Ladislao I | Ladislao I | Ladislao I | Ladislao I |  |  | Lamberto | Lamberto | Lamberto | Lamberto | Lamberto | Lamberto |
| Enrico IV  | Enrico IV  | Enrico IV  | Enrico IV  | Enrico IV  | Enrico IV  |  |  |  |  | Giuditta         | Giuditta         | Giuditta         | Giuditta         | Giuditta         | Giuditta         |  |  | Salomone  | Salomone  | Salomone  | Salomone  | Salomone  | Salomone  |  |  |  |  | 2 figli                      | 2 figli                      | 2 figli                      | 2 figli                      | 2 figli                      | 2 figli                      |  |  | Géza I                   | Géza I | Géza I | Géza I | Géza I | Géza I |        |        | Ladislao I | Ladislao I | Ladislao I | Ladislao I | Ladislao I | Ladislao I |  |  | Lamberto | Lamberto | Lamberto | Lamberto | Lamberto | Lamberto |
|            |            |            |            |            |            |  |  |  |  |                  |                  |                  |                  |                  |                  |  |  |           |           |           |           |           |           |  |  |  |  |                              |                              |                              |                              |                              |                              |  |  |                          |        |        |        |        |        |        |        |            |            |            |            |            |            |  |  |          |          |          |          |          |          |
|            |            |            |            |            |            |  |  |  |  |                  |                  |                  |                  |                  |                  |  |  |           |           |           |           |           |           |  |  |  |  |                              |                              |                              |                              |                              |                              |  |  | Re d'Ungheria (dal 1095) |        |        |        |        |        |        |        |            |            |            |            |            |            |  |  |          |          |          |          |          |          |

## Ascendenza
|                      |                    |                       | Genitori           |  |  | Nonni |  |  | Bisnonni |  |  | Trisnonni |  |
|                      |                    |                       |                    |  |  |       |  |  | Mihály   |  |  | Taksony   |  |
|                      |                    |                       |                    |  |  |       |  |  | Mihály   |  |  | Taksony   |  |
|                      |                    | …                     |                    |  |  |       |  |  | Mihály   |  |  |           |  |
| Vazul                |                    |                       |                    |  |  |       |  |  | Mihály   |  |  |           |  |
|                      |                    | …                     | …                  |  |  |       |  |  |          |  |  |           |  |
|                      |                    | …                     | …                  |  |  |       |  |  |          |  |  |           |  |
|                      |                    | …                     | …                  |  |  |       |  |  |          |  |  |           |  |
| Andrea I d'Ungheria  |                    | …                     |                    |  |  |       |  |  |          |  |  |           |  |
|                      |                    | …                     | …                  |  |  |       |  |  |          |  |  |           |  |
|                      |                    | …                     | …                  |  |  |       |  |  |          |  |  |           |  |
|                      |                    | …                     | …                  |  |  |       |  |  |          |  |  |           |  |
| …                    |                    | …                     |                    |  |  |       |  |  |          |  |  |           |  |
|                      |                    | …                     | …                  |  |  |       |  |  |          |  |  |           |  |
|                      |                    | …                     | …                  |  |  |       |  |  |          |  |  |           |  |
|                      |                    | …                     | …                  |  |  |       |  |  |          |  |  |           |  |
| Salomone d'Ungheria  |                    | …                     |                    |  |  |       |  |  |          |  |  |           |  |
|                      | Vladimir I di Kiev | Svjatoslav I di Kiev  |                    |  |  |       |  |  |          |  |  |           |  |
|                      | Vladimir I di Kiev | Svjatoslav I di Kiev  |                    |  |  |       |  |  |          |  |  |           |  |
|                      | Vladimir I di Kiev | Maluša                |                    |  |  |       |  |  |          |  |  |           |  |
| Jaroslav I di Kiev   | Vladimir I di Kiev |                       |                    |  |  |       |  |  |          |  |  |           |  |
|                      |                    | Rogneda di Polack     | Rogvold Polockij   |  |  |       |  |  |          |  |  |           |  |
|                      |                    | Rogneda di Polack     | Rogvold Polockij   |  |  |       |  |  |          |  |  |           |  |
|                      |                    | Rogneda di Polack     | …                  |  |  |       |  |  |          |  |  |           |  |
| Anastasia di Kiev    |                    | Rogneda di Polack     |                    |  |  |       |  |  |          |  |  |           |  |
|                      |                    | Olof III di Svezia    | Eric il Vittorioso |  |  |       |  |  |          |  |  |           |  |
|                      |                    | Olof III di Svezia    | Eric il Vittorioso |  |  |       |  |  |          |  |  |           |  |
|                      |                    | Olof III di Svezia    | Sigrid la Superba  |  |  |       |  |  |          |  |  |           |  |
| Ingegerd Olofsdotter |                    | Olof III di Svezia    |                    |  |  |       |  |  |          |  |  |           |  |
|                      |                    | Estrid degli Obotriti | …                  |  |  |       |  |  |          |  |  |           |  |
|                      |                    | Estrid degli Obotriti | …                  |  |  |       |  |  |          |  |  |           |  |
|                      |                    | Estrid degli Obotriti | …                  |  |  |       |  |  |          |  |  |           |  |
|                      |                    | Estrid degli Obotriti |                    |  |  |       |  |  |          |  |  |           |  |

### Fonti primarie
- Anna Comnena, The Alexiad, traduzione di E.R.A. Sewter, Penguin Books, 1969, ISBN 978-0-14-044958-7.
- Bernoldo di Costanza, Chronicon, in I.S. Robinson (a cura di), Eleventh-Century Germany: The Swabian Chronicles, Manchaster University Press, 2008,  pp. 245-337, ISBN 978-0-7190-7734-0.
- Bertoldo di Reichenau, Chronicle: Second Version, in I.S. Robinson (a cura di), Eleventh-Century Germany: The Swabian Chronicles, Manchaster University Press, 2008,  pp. 108-244, ISBN 978-0-7190-7734-0.
- Simone di Kéza, Gesta Hunnorum et Hungarorum, traduzione di László Veszprémy e Frank Schaer, CEU Press, 1999, ISBN 963-9116-31-9.
- Dezső Dercsényi, Leslie S. Domonkos (a cura di), Chronica Picta, Corvina, Taplinger Publishing, 1970, ISBN 0-8008-4015-1.

### Fonti secondarie
- (EN) Július Bartl, Dušan Škvarna, Viliam Čičaj e Mária Kohútova, Slovak History: Chronology & Lexicon, Wauconda, Bolchazy-Carducci Publishers, 2002, ISBN 978-08-65-16444-4.
- Giuseppe A. Costanzo, Santi e beati di casa Arpad d'Ungheria, Lampi di stampa, 2018, ISBN 978-88-48-81980-0.
- (EN) Florin Curta, Southeastern Europe in the Middle Ages, 500-1250, Cambridge, Cambridge University Press, 2006, ISBN 978-0-511-81563-8.
- (EN) Pál Engel, The Realm of St Stephen: A History of Medieval Hungary, 895-1526, I.B. Tauris Publishers, 2001, ISBN 1-86064-061-3.
- (HU) Géza Érszegi e László Solymosi, Az Árpádok királysága, 1000-1301 [La monarchia degli Arpadi, 1000-1301], in Magyarország történeti kronológiája, I: a kezdetektől 1526-ig [Cronologia storica dell'Ungheria, I: dalle origini al 1526], Akadémiai Kiadó, 1981,  pp. 79-187, ISBN 963-05-2661-1.
- (EN) Gábor Klaniczay, Holy Rulers and Blessed Princes: Dynastic Cults in Medieval Central Europe, Cambridge University Press, ISBN 0-521-42018-0.
- (EN) László Kontler, Millennium in Central Europe: A History of Hungary, Atlantisz Publishing House, 1999, ISBN 963-9165-37-9.
- (EN) Z.J. Kosztolnyik, Five Eleventh Century Hungarian Kings: Their Policies and their Relations with Rome, Columbia University Press, 1981, ISBN 0-914710-73-7.
- (HU) Gyula Kristó e Ferenc Makk, Az Árpád-ház uralkodói [Sovrani della casata degli Arpadi], I.P.C. Könyvek, 1996, ISBN 963-7930-97-3.
- (HU) Ferenc Makk, Salamon, in Gyula Kristó, Pál Engel e Ferenc Makk, Korai magyar történeti lexikon (9-14. század) [Enciclopedia dell'Antica Storia Ungherese (IX-XIV secolo)], Akadémiai Kiadó, 1994,  p. 591, ISBN 963-05-6722-9.
- (EN) I.S. Robinson, Henry IV of Germany, 1056-1106, Cambridge University Press, 1999, ISBN 0-521-54590-0.
- (EN) Herbert Schutz, The Medieval Empire in Central Europe: Dynastic Continuity in the Post-Carolingian Frankish Realm, 900-1300, Cambridge Scholars Publishing, 2010, ISBN 978144382035-6.
- (EN) Victor Spinei, The Romanians and the Turkic Nomads North of the Danube Delta from the Tenth to the Mid-Thirteenth Century, Brill, 2009, ISBN 978-90-04-17536-5.
- (EN) Paul Stephenson, Byzantium's Balkan Frontier: A Political Study of the Northern Balkans, 900-1204, Cambridge University Press, 2000, ISBN 978-0-521-02756-4.
- (EN) George Vernadsky, A History of Russia, 2: Kievan Russia, Yale University Press, 1948, ISBN 0-300-01647-6.